# Ezio Minigutti
Ezio Minigutti (Visco, 15 febbraio 1947) è un ex calciatore italiano, di ruolo centrocampista.

## Carriera
Cresce nel Bologna e nel 1967 approda al Prato dove gioca quattro stagioni in Serie C.
Nel 1971 approda all'Ascoli dove al primo tentativo vince il campionato di C, salendo così in Serie B, mentre nel 1974 raggiunge la promozione in Serie A, la prima di un club marchigiano nella storia del campionato italiano; debutta in massima categoria il 6 ottobre 1974 in Napoli-Ascoli (3-1). Nella prima annata in A con i bianconeri gioca 27 incontri aiutando la squadra a ottenere la salvezza; l'anno seguente rimane ad Ascoli e la stagione si concluderà con la retrocessione in B.
Nella stagione 1976-1977 fa parte della rosa del Brescia in Serie B.

## Palmarès
- Campionato italiano Serie C: 1

Ascoli: 1971-1972 (girone B)